# Doug Clark (asesino en serie)
Douglas Daniel Clark (Pensilvania, 10 de marzo de 1948 - 11 de octubre de 2023) fue un asesino en serie estadounidense. Clark y su cómplice, Carol M. Bundy, eran conocidos como los Asesinos de la franja Sunset (Sunset Strip Killers). Ambos fueron condenados por varios asesinatos cometidos en Los Ángeles, California en la primavera y verano de 1980.

## Primeros años
Doug Clark era hijo de Franklin Clark, un oficial de la Oficina de Inteligencia Naval. Su familia se mudó con frecuencia durante su infancia debido al trabajo de su padre, y luego afirmaba haber vivido en 37 países. Su padre dejó su puesto en la Armada de los Estados Unidos en 1958 y tomó un trabajo civil como ingeniero con la Compañía de Transporte de Texas, pero la familia aún se mudaba a menudo.
Vivieron por un tiempo en las Islas Marshall, después se mudaron de regreso a San Francisco, California, y luego de nuevo a la India. Clark fue enviado a un exclusivo colegio internacional en Ginebra y posteriormente asistió a la Academia Militar Culver mientras su padre seguía viajando por el mundo. Después de graduarse en 1967, Clark se alistó en la Fuerza Aérea de los Estados Unidos, con destino en Colorado y Ohio.
Finalmente, Clark fue dado de baja de la Fuerza Aérea y estuvo vagando durante la siguiente década, a menudo trabajando como mecánico. Se trasladó a Los Ángeles y se empleó como operador de una planta de vapor para el Departamento de Agua y Energía de Los Ángeles, trabajando en la Estación Generadora de Valley, antes de renunciar súbitamente. Sucesivamente, Clark se volvió un operador de calderas en la fábrica de jabón de Jergens en Burbank, pero fue despedido a causa de un alto índice de absentismo y amenazas violentas que había proferido en contra de sus compañeros de trabajo. Uno de los bares que frecuentaba en el área se llamaba Little Nashville, y fue allí donde conoció a Carol M. Bundy en 1980. Poco después se mudó con ella y supo que compartían oscuras fantasías sexuales.

## Asesinatos
Clark comenzó a llevar prostitutas al apartamento en el que vivía con Bundy para tener tríos. Luego, cuando Clark se interesó en una vecina de 11 años, Bundy ayudó a atraer a la niña para que posara para fotografías pornográficas. Clark pasó rápidamente de la pedofilia a hablar de lo mucho que le gustaría matar a una chica durante el sexo. Persuadió a Bundy para que comprara dos pistolas para usarlas, supuestamente para intentar cumplir su fantasía de matar a una mujer durante el sexo y sentir sus contracciones vaginales durante los espasmos de la muerte.
Una noche de junio de 1980, Clark llegó a casa y le contó a Bundy sobre dos adolescentes, Gina Marano y Cynthia Chandler, a quienes había asesinado después de recogerlas en Sunset Strip. Les había ordenado que le hicieran una felación y luego les disparó a ambas en la cabeza antes de llevarlas a un garaje y violar sus cadáveres. Posteriormente abandonó los cuerpos cerca de la Autopista Ventura, donde fueron encontrados al día siguiente. Bundy, inquieta, llamó a la policía y admitió que tenía cierto conocimiento de los asesinatos, pero se negó a dar pistas sobre la identidad de Clark. Clark le dijo que, si alguno de los dos era detenido, él asumiría la culpa con la esperanza de que la dejaran en libertad. Doce días después de los primeros asesinatos, Clark mató a dos prostitutas, Karen Jones y Exxie Wilson. Al igual que la vez anterior, Clark las atrajo hasta el auto, les disparó y abandonó sus cuerpos a plena vista, pero no sin antes cortar la cabeza de Wilson, la cual Clark llevó a casa y la guardó en el refrigerador. Al ver la cabeza, Bundy le aplicó maquillaje antes de que Clark la usara de nuevo en otro "impulso de necrofilia".
Dos días después, la pareja metió la cabeza recién limpiada en una caja y se deshizo de ella en un callejón. Tres días después, se encontró otra víctima en el bosque del Valle de San Fernando. La víctima era una fugitiva de casa llamada Marnette Comer, quien parecía haber sido asesinada unas tres semanas antes, volviéndose así la primera víctima conocida de Clark.
Mientras tanto, Bundy asistía a las presentaciones musicales de Jack Murray, un cantante de country aficionado, su antiguo administrador de apartamento y amante. Después de una de dichas presentaciones, Bundy conversó con Murray y tras unas cuantas copas, le habló en estado de embriaguez acerca de las cosas que ella y Clark hacían. Murray se alarmó e insinuó que podría decírselo a la policía. Para prevenir que esto pasara, en agosto de 1980, Bundy atrajo a Murray hasta la furgoneta de este después de una de sus actuaciones para tener sexo. Una vez dentro, Bundy le disparó y le decapitó, no apareciendo la cabeza en la escena del crimen.
Bundy dejó varias pistas, incluyendo casquillos de bala en la furgoneta. Dos días después, Bundy sucumbió a la presión psicológica y le confesó a sus compañeros de trabajo haber matado a Murray. Sus compañeros llamaron a la policía y Bundy dio una declaración completa de los crímenes de ella y Clark.
Se cree que Clark asesinó a una joven no identificada, descubierta el 26 de agosto de 1980 en Newhall, California. La víctima había recibido un disparo en la cabeza y vestía solamente una sudadera roja. Su cara fue reconstruida por el Centro Nacional de Niños Desaparecidos y Explotados (National Center for Missing and Exploited Children) en un esfuerzo por identificarla, debido a que sus restos eran irreconocibles a causa de la esqueletización.

## Arresto y condena
Luego del arresto de Clark, se encontraron las armas homicidas escondidas en su lugar de trabajo. Bundy fue acusada de dos asesinatos: el de Murray y el de la víctima desconocida (de la cual confesó haber estado presente), mientras que Clark fue acusado de seis asesinatos. Durante su juicio, Clark actuó como su propio abogado defensor e intentó culpar a Bundy de todo, alegando que él había sido manipulado. El jurado no le creyó y fue condenado a muerte en 1983.
Bundy llegó a un acuerdo de culpabilidad y, a cambio de su testimonio, su sentencia fue de cincuenta y dos años en prisión a cadena perpetua. Murió en prisión debido a una insuficiencia cardíaca el 9 de diciembre de 2003, a la edad de 61 años.
Sin embargo, ha surgido algo de duda sobre la naturaleza de la condena de Clark. El criminólogo Christopher Berry-Dee ha impugnado que Clark pudiera aportar coartadas para cinco de los siete asesinatos por los que fue condenado, y que el juez que presidió el juicio se negó a aceptar evidencia física clave, las que incluyen un testigo y varios documentos bancarios que exoneraban a Clark del asesinato de Wilson. El testimonio de Bundy resultó ser demasiado inconsistente; al principio declaró que Clark había asesinado a "NN 18" dos semanas antes de su entrevista del 11 de agosto sin su participación o conocimiento. Cuando se le dijo que Clark tenía una coartada para esa fecha, se le permitió cambiar su historia y, seguidamente, proporcionó detalles intrincados acerca de la forma del asesinato y la ubicación del cuerpo, a pesar de que originalmente había declarado no saber nada al respecto.
Bundy también admitió que la policía le permitió retirar 3 000 dólares de la cuenta bancaria de Murray, aunque alegó que la policía se llevó dicho dinero. Este testimonio, caracterizado por una falta casi absoluta de evidencia física, constituyó toda la base para la condena de Clark. Adicionalmente, el abogado de Clark estuvo ebrio durante la mayor parte del juicio, e incluso se quedó dormido numerosas veces mientras Clark era interrogado. Como consecuencia, Clark solicitó defenderse a sí mismo. Se le denegó la asistencia de un coabogado, un abogado asesor y los servicios de un secretario judicial, y el juez quien indebidamente le dijo que "lo hiciera solo".

## Seguir leyendo
- Farr, Louise (1992). The Sunset Murders. Atria. ISBN 978-0-671-70088-1.
- Furio, Jennifer (1998). The Serial Killer Letters. The Charles Press. ISBN 0-914783-84-X.